# Serge Guinchard
Pour les articles homonymes, voir Guinchard.
 (mai 2025).
Serge Guinchard, né le 9 mai 1946 à Lyon (4e arrondissement), est un juriste et professeur de droit privé.

## Formation et carrière

### Jeunesse et formation
Il a poursuivi des études primaires à Caluire-et-Cuire (1952-1957), à l'école publique de Montessuy, puis effectué ses études secondaires à Lyon (collège Neyret, 1957-1961, lycée Ampère-Bourse, 1961-1964).
Il entame par la suite ses études supérieures à la Faculté de droit de Lyon et devient docteur d'État en 1974, puis agrégé des Facultés de droit, dès sa première présentation à ce concours, en décembre 1975 (droit privé et sciences criminelles ; président du jury Jean Carbonnier).

### Carrière universitaire
De novembre 1969 à septembre 1974, Serge Guinchard est assistant des Facultés de droit (universités Lyon II, puis Jean Moulin-Lyon III à la création de celle-ci). Il est ensuite chargé de cours à la Faculté de droit de l'université Jean Moulin-Lyon III, d'octobre 1974 à décembre 1975. Successivement professeur aux Facultés de droit de Dakar (de janvier 1976 à septembre 1980 ; il est président de la Section de droit privé de cette Faculté, d'octobre 1978 à juin 1980) et de l'université Jean Moulin-Lyon III, il est le doyen élu de cette Faculté en mai 1982. En 1980, il devient le directeur de l'Institut des assurances de la Faculté de droit, poste qu'il conserve jusqu'en 1983, pour devenir directeur de son Institut d'études judiciaires, de 1987 à 1988.
Professeur de droit à l'université Panthéon-Assas (Paris 2) à partir de 1988, il dirige pendant dix ans (1990-2000) l'Institut d'études judiciaires. Au sein de cette université, il crée et/ou dirige de nombreux diplômes de troisième cycle, aujourd'hui master 2. En 2001-2002, il est responsable du Centre de recherche sur la justice et les modes alternatifs de règlement des conflits. Du 1er octobre 2001 au 20 juillet 2003, il y dirige le Centre de formation permanente.
Parallèlement à ses responsabilités au sein des institutions de son université, il est membre d'autres institutions universitaires ou professionnelles :
- président de la commission de spécialistes pour les disciplines juridiques de l'université française du Pacifique, du 1er mai 1988 au 30 juin 1989, puis du 12 octobre 1993 au 30 juin 1994 ;
- membre de la commission formation du Conseil national des barreaux de 1992 à 1999
- directeur de l'École de formation des Barreaux du ressort de la cour d'appel de Paris (EFB), de 1991 à 1993
- membre du conseil d'administration de l'École nationale de la magistrature de 1996 à 2000
- directeur des études de droit à l'École normale supérieure de la rue d'Ulm, du 1er septembre 2000 au 30 juin 2003

En 2003, sa carrière prend une inflexion davantage administrative par l'exercice des fonctions de recteur de l'Académie de la Guadeloupe du 21 juillet 2003 au 20 juillet 2005, puis de celle de Rennes (juillet 2005-juillet 2006). Il est par trois fois membre du jury du concours national d'agrégation de droit privé et de sciences criminelles (en 1984, sous la présidence du Professeur Gérard Lyon-Caen; en 1988-1989, sous la présidence du Doyen Yvon Loussouarn ; en 2000-2001, sous la présidence du Professeur Jacques Foyer). Il préside la section de droit privé du Conseil national des universités de janvier 1992 à décembre 1995, Conseil dont il fut membre, sans interruption, de 1987 à 1995, puis en 2000. Il est professeur émérite de l'université Panthéon-Assas (Paris 2) depuis juin 2007
Ses collègues et amis lui ont offert le 7 mai 2010, un livre écrit par eux en son honneur.

### Associations et sociétés de réflexion
Serge Guinchard est membre de plusieurs associations et sociétés de réflexion :
- Membre de la Société de législation comparée depuis 1972 et président d'honneur de la Section de droit processuel jusqu'en 2018 ;
- Membre de l’Association Henri Capitant des amis de la culture juridique française de 1976 à 2016 ;
- Membre de la Société pour l'histoire des facultés de droit et de la science juridique depuis sa création jusqu'en 2014 ;
- Membre du Cercle des constitutionnalistes.

## Activité auprès d'institutions
Spécialisé dans les questions qui touchent à la justice et au droit du procès, Serge Guinchard a produit de nombreux rapports à la demande d'organisations internationales ou de ministères de la Justice (en France et au Sénégal), rapports qui ont souvent été suivis d'une traduction législative :

### Pour le compte du ministère français de la Justice
- Président de la Commission qui porte son nom[3] instituée le 18 janvier 2008 par Rachida Dati, sur la répartition des contentieux civils de première instance et d’éventuelles déjudiciarisations au civil (avec notamment la question du transfert aux notaires du divorce par consentement mutuel) et au pénal.
- Président de la Commission instituée le 28 novembre 2002 par Dominique Perben, sur la qualité de la justice civile ; animation du groupe de travail sur la formation des juges de proximité et des juges consulaires ; remise d’un rapport sur la formation des juges consulaires en mars 2003, publié à la Documentation française.
- Président d’un groupe de travail institué par Jacques Toubon sur la réforme de la saisie immobilière, juillet 1996-juin 1997.

### Pour le compte du ministère sénégalais de la Justice
Corédacteur du projet de loi sur les sociétés commerciales et du projet de Code des sociétés, devenu la quatrième partie du Code des obligations, après son adoption par l’Assemblée nationale sénégalaise.

### Pour le compte du Conseil de l’Europe
Expert pour évaluer le système judiciaire arménien et la procédure pénale arménienne, en vue de son adhésion au Conseil de l'Europe et à la Convention européenne de sauvegarde des droits de l’homme et des libertés fondamentales : mission d’expertise à Erévan (Arménie), des 4 au 6 septembre 1996 ; rapport de synthèse en 1997.

## Direction d'ouvrages et de collections
Cette activité scientifique concerne à la fois la direction d'ouvrages collectifs, la direction de collections et la direction de revues avec participation à leurs comités de lecture ou éditoriaux.

### Direction d'ouvrages collectifs
- Directeur de l'Encyclopédie Dalloz de procédure civile, depuis le 1er janvier 1992.
- Codirecteur, depuis 1987 (avec Thierry Debard depuis 2010) du Lexique des termes juridiques créé en 1970, Dalloz éditeur, édition annuelle en août (32ème en septembre 2024).
- Conception et direction de l'ouvrage Droit et pratique de la procédure civile, Dalloz éditeur, collection Dalloz-Action (11ème édition, février 2024).
- Conception et codirection (avec Tony Moussa, Nicolas Cayrol et Édouard de Leiris) de l'ouvrage Droit et pratique des voies d'exécution, Dalloz éditeur, collection Dalloz-Action (10ème éd., mars 2022).
- Conception et direction de l'ouvrage de préparation au grand oral de l’examen d’entrée dans un Centre régional de formation professionnelle d'avocats (examen dit des IEJ) « Le grand oral : protection des libertés et droits fondamentaux », Lextenso/Gazette du Palais éd., 14ème et dernière édition en juin 2019.

### Direction de collections
- Coconception et codirection (avec le Professeur Dominique Chagnollaud pour le droit public) de la collection Hypercours (cours et TD), série Droit privé, Dalloz éditeur, à partir du 1er janvier 1999. Pour la série Droit privé, 20 volumes parus.
- Fondateur et directeur, à compter de juin 1994 et jusqu'en 2020, de la collection Comment devenir avocat ?, Lextenso/Gazette du Palais/éditeur, collection "Carrières judiciaires" .

### Direction de revues et comités éditoriaux
Serge Guinchard a été à l'origine de plusieurs revues et est membre de plusieurs comités éditoriaux. Il a été Président du comité de lecture et du conseil scientifique de la revue Droit et procédures, Revue des huissiers de justice (Éditions juridiques et techniques éditeur) jusqu'en décembre 2019. Cofondateur et codirecteur de la revue Justices, chez Dalloz, de juin 1995 à décembre 1998, puis directeur de la revue Justices, nouvelle série, de janvier 2000 à juin 2001. Enfin, toujours chez le même éditeur, il a été cofondateur et codirecteur de la Revue générale des procédures, de janvier 1998 à décembre 1999.

## Axes de recherches et positions doctrinales
Dès le début de ses études doctorales en 1969, avec la publication de son premier ouvrage sur La publicité mensongère en droit français et en droit fédéral suisse - Étude comparative de l’autonomie, au civil et au pénal, d’un délit économique, Serge Guinchard s’est intéressé à d’autres domaines que celui de la Justice et du droit du procès. La protection des consommateurs et le droit civil ont ainsi plus particulièrement retenu son attention, de même que le droit musulman. Le point commun de ses recherches est l’approche interdisciplinaire d’un droit en perpétuel mouvement, comme la société dont il est à la fois le reflet et le repère, par une ouverture aux autres disciplines, par exemple la philosophie, la sociologie et l'économie[Interprétation personnelle ?].
Il souhaite que le droit s'ouvre aux autres cultures, dans le cadre d'une dimension humaine, dans un style parfois caustique et ironique .
Il aborde dans ses ouvrages, ses conférences, ses notes de jurisprudence la question de l'émergence d'une démocratie procédurale, avec les principes de loyauté, de dialogue et de célérité. Il a crééen décembre 2000  (1ère édition du précis de  Droit processuel: droit commun et droit comparé du procès équitable, Lefebvre Dalloz-Dalloz, coll. « Précis », 13ème édition janvier 2025  (ISBN 978-2-247-23954-2)[Quand ?][réf. souhaitée] la notion de globalisation du droit du procès (volonté de sortir le droit procédural de son ghetto technique pour montrer qu’il est attrait à la garantie des droits fondamentaux et qu’il constitue lui-même la garantie de la garantie des droits à travers la notion de procès équitable).

## Jury de thèses et d'habilitation à diriger des recherches
Au total, au 1er septembre 2021, 83 participations à des jurys de thèse sous trois formes : direction de thèses suivies d'une soutenance, participation à des jurys de thèses et participation à des jurys d'habilitation à diriger des recherches.

## Activités politiques
Serge Guinchard est adjoint au maire de Lyon sur deux mandats, de 1983 à 1995. Il a aussi été vice-président de la Communauté urbaine de Lyon de 1989 à 1995.
Durant son action politique, il est chargé du suivi et du contrôle de la police municipale, du respect des droits fondamentaux, etc., et a été membre du Conseil d’administration de la société d’économie mixte Lyon Parc Auto, dont il a été le président (1989-1995). Il est, spécialement durant son second mandat, chargé des finances et de la programmation des investissements, des travaux et des moyens généraux des services, du contentieux et des assurances, vice-président de la Communauté urbaine de Lyon (surveillance des grands contrats et des gestions déléguées, du contrôle de gestion interne et externe, du contentieux et des assurances). Il est à l'initiative de l'introduction de l'art contemporain dans les parkings souterrains de la SEM, comme le parking des Célestins.
Serge Guinchard est mis en examen le 20 juin 1994, par le juge d'instruction Philippe Courroye dans le cadre de l'enquête concernant le versement, par le conseil municipal, de subventions allouées aux groupes politiques, mais sans jamais être placé en garde en vue[réf. non conforme]. Il figure dans le dossier en tant que président et trésorier d'associations d'élus du conseil municipal de Lyon et de sa communauté urbaine, affaire dite « des subventions municipales » par les journalistes qui s'y sont intéressés[réf. non conforme] et dans laquelle aucun autre responsable des autres groupes politiques ayant bénéficié des mêmes subventions ne fut poursuivi[réf. non conforme]. Serge Guinchard est relaxé par le tribunal correctionnel de Lyon le 10 mai 1996, pour absence totale d'infraction et le Parquet ne fit pas appel.
Le 16 mars 2013, il s'est prononcé contre l'adoption de la loi ouvrant le mariage aux couples de même sexe en signant une pétition de 170 professeurs et maîtres de conférences en droit des universités françaises. Il est par la suite signataire d'une tribune dénonçant un "coup d'état" contre François Fillon lors de la campagne présidentielle de 2017, aux côtés d'autres fervents militants opposés au mariage pour tous en 2013.

## Distinctions et décorations

### Distinctions
Pour ses ouvrages et, antérieurement, pour ses études, Serge Guinchard a obtenu les prix suivants :
- Lauréat de l’Académie des sciences morales et politiques en l’an 2000, prix Henri Texier 1 pour la défense de la liberté individuelle, prix couronnant l’ouvrage de Procédure pénale, Litec éd., mars 2000, écrit en collaboration avec Jacques Buisson.
- Lauréat du Conseil supérieur du notariat de France, 1er prix de thèse, L’affectation des biens en droit privé français, 1974, publié à la LGDJ en 1976, collection "Bibliothèque de droit privé", la mention du prix figure sur la première de couverture de l'ouvrage.
- Lauréat de l’Association nationale des docteurs en Droit, 1er prix de thèse, 1974.
- Lauréat du ministère de l’Éducation nationale par l’attribution d’une subvention pour la publication de la thèse de doctorat.
- Lauréat de l’Académie de Législation, 1971, pour le mémoire de doctorat sur La publicité mensongère en droit français et en droit fédéral suisse, publié à la LGDJ en 1971.
- Lauréat du Centre français de Droit comparé, 1er prix, 1971, pour le même ouvrage.
- Lauréat du concours général des Facultés de Droit :
  - 1966, 2e prix de Droit civil
  - 1968, mention de Droit civil
- Lauréat de la Faculté de Droit de Lyon :
  - 1965, 1er prix de Droit civil
  - 1967, 1er prix d’Histoire du Droit privé
  - 1968, 1er prix de Droit civil
  - 1968, 1er prix de Droit international privé
  - 1970, 1er prix de mémoire de doctorat
  - 1974, 1er prix de thèse de doctorat d’État en Droit
- Boursier de la fondation Le Figaro, 1966-1967, sur critère d’excellence académique.

### Décorations & prix
- Chevalier de la Légion d'honneur au titre du ministère de l'Éducation nationale[16], remise le 10 mai 2005 par François Fillon, alors ministre de l’Éducation nationale, de l’Enseignement supérieur et de la Recherche
- Officier de l'ordre national du Mérite[17], insignes remis le jeudi 26 mars 2008 par Jean-Marie Coulon, Premier président honoraire de la Cour d’appel de Paris[18]
- Commandeur de l'ordre des Palmes académiques[19]
- Médaille d'honneur du Barreau de Paris et de la chambre nationale des avoués près les cours d'appel.
- Médaille d'honneur de la Préfecture de Guadeloupe.
- Prix 2008 de l'Association des Médiateurs européens, remis par le Bâtonnier de Paris alors en exercice, Maître Christian Charrière-Bournazel.

## Publications (sélection)
- Lexique des termes juridiques, Dalloz éditeur, 1ère édition en 1970, 32ème édition en septembre 2024, 1163 pages [détail des éditions].
- Institutions juridictionnelles (Grands enjeux de la justice - Organes et acteurs de la justice) Dalloz éditeur, 17ème éd., août 2024 (avec Thierry Debard, Sylvain Jobert, Édouard Verny et André Varinard), 1523 pages.
- Procédure civile, droit commun et spécial du procès civil, MARD, Dalloz éditeur (en alternance avec Hypercours), 37è  éd. septembre 2024, 2065 pages (avec Cécile Chainais, Frédérique Ferrand et Lucie Mayer). Centenaire de l'ouvrage en 2011.
- Procédure civile, Dalloz éditeur, collection Hypercours (en alternance avec le Précis), 8ème éd., juillet 2023, 1061 pages (avec Frédérique Ferrand, Cécile Chainais et Lucie Mayer).
- Dalloz-Action de procédure civile, Dalloz éditeur, 11ème éd., datée 2024-2025, publiée en février 2024, 2842 pages (conception, direction et corédaction de l'ouvrage).
- Dalloz-Action de voies d'exécution, Dalloz éditeur, 10ème éd. datée 2022-2023, publiée en mars 2022, 2468 pages (codirection avec Tony Moussa, Nicolas Cayrol et Édouard de Leiris).
- Procédure pénale, LexisNexis éditeur, 17ème édition, septembre 2024, 1771 pages (avec Jacques Buisson, Marthe Bouchet et Lionel Ascensi).
- Droit processuel - Droit commun et droit comparé du procès équitable, Dalloz éditeur, 13ème éd., janvier 2025, 1738 pages (direction et corédaction).